# Xã Saline, Quận Perry, Missouri
Xã Saline (tiếng Anh: Saline Township) là một xã thuộc quận Perry, tiểu bang Missouri, Hoa Kỳ. Năm 2010, dân số của xã này là 1.610 người.